# Лестица
Лестица (итал. Lestizza) је насеље у Италији у округу Удине, региону Фурланија-Јулијска крајина.
Према процени из 2011. у насељу је живело 882 становника. Насеље се налази на надморској висини од 42 м.

## Становништво
Према резултатима пописа становништва 2011. у општини је живело 3.885 становника.
| 1951. | 1961. | 1971. | 1981. | 1991. | 2001. | 2011. |
| ----- | ----- | ----- | ----- | ----- | ----- | ----- |
| 4.741 | 4.322 | 4.040 | 4.117 | 4.016 | 3.890 | 3.885 |